# Хендрік ван Дам
Хендрік Ван Дам (8 листопада 1906 , Берлін  — 28 березня 1973 , Дюссельдорф ) — німецький правник.

## Життєпис
Народився у 1906 році у Берліні. Його батьками були Жак А. ван Дам та Мета Коен. Ван Дам вивчав право в Гейдельберзі, Мюнхені, Берліні та Базелі. У 1934 році він отримав ступінь доктора права.
Ван Дам емігрував до Швейцарії за часів нацистів. Після втечі до Англії через Нідерланди його було інтерновано там.
Повернувшись до Німеччини в 1945 році, Хендрік ван Дам, який рішуче виступав проти поширеної тези про те, що жодні євреї не повинні селитися в Німеччині після переслідувань нацистської епохи, розбудував судову систему в Ольденбурзі. З 1946 по 1950 рік він обіймав керівну посаду в Єврейському допоміжному підрозділі в Північній Німеччині, а з 1950 року до своєї смерті був генеральним секретарем Центральної ради євреїв Німеччини.
Хендрік ван Дам знайшов своє останнє місце спочинку на єврейському кладовищі Ольсдорф у Гамбурзі.